# Megachile hamatipes
Megachile hamatipes är en biart som beskrevs av Cockerell 1923. Megachile hamatipes ingår i släktet tapetserarbin, och familjen buksamlarbin. Inga underarter finns listade i Catalogue of Life.